# Solanum polygamum
Solanum polygamum är en potatisväxtart som beskrevs av Vahl. Solanum polygamum ingår i släktet skattor som ingår i familjen potatisväxter. Inga underarter finns listade i Catalogue of Life.